# Allocebus trichotis
Lêmure-anão-de-orelhas-peludas (Allocebus trichotis) é uma espécie  de lêmure pertencente à família Cheirogaleidae.
É uma espécie nocturna de lêmur, endémica de Madagascar. É o único membro do género Allocebus. Esta espécie está criticamente ameaçada de extinção. A sua população ronda entre 100 a 1000 indivíduos. Vivem numa única localização, na parte nordeste de Madagascar.